# Stati federati degli Stati Uniti d'America

Cartina degli Stati federati

Gli Stati federati degli Stati Uniti d'America (chiamati in inglese U.S. states) sono le entità politiche e amministrative la cui unione forma gli Stati Uniti d'America. Dal 4 luglio 1960 sono 50 entità subnazionali federali (di cui 4 hanno il titolo tradizionale di Commonwealth) che, insieme con il Distretto di Columbia e i territori statunitensi, compongono la federazione.
I singoli governi statali e il governo federale condividono la sovranità, dal momento che un cittadino statunitense è allo stesso tempo cittadino del suo Stato di residenza e dell'entità federale. La cittadinanza a livello statale non è rigida, non sono richieste autorizzazioni per un eventuale cambiamento, e la circolazione delle persone da uno Stato all'altro è libera (eccezion fatta per i condannati posti in libertà condizionale).

## Storia

Suddivisione geografica delle regioni federali americane

Con l'adozione da parte delle tredici colonie degli Articoli di Confederazione ed Eterna Unione, gli Stati sono diventati una confederazione, un'unica entità politica, secondo la definizione del diritto internazionale, affinché potessero rafforzare le relazioni internazionali.
Ciò, tuttavia, inizialmente diede luogo a un governo centralizzato molto debole. Di conseguenza, i tredici Stati ritennero opportuno adottare un nuovo testo fondamentale dopo la guerra d'indipendenza americana, la Costituzione degli Stati Uniti d'America, che fu ratificata nel 1789.

## L'ammissione nell'unione

Ordine in cui i 13 Stati originali ratificarono la costituzione, e nel quale furono ammessi gli altri Stati nell'unione

La costituzione degli Stati Uniti d'America non descrive il processo attraverso il quale possono essere ammessi nuovi Stati, ma specifica solo che "nuovi Stati possono essere ammessi dal Congresso in questa Unione", e vieta la creazione di nuovi Stati a partire da altri preesistenti senza il consenso della legislatura dello Stato e del Congresso.
In pratica, quasi tutti gli Stati ammessi nell'unione dopo i primi tredici sono stati formati a partire da territori organizzati degli Stati Uniti d'America ovvero aree sotto la sovranità del governo federale degli USA ma non facenti parte di nessuno Stato con un qualche grado di autonomia dal Congresso. Solitamente il territorio organizzato prima consulta la popolazione in merito alla formazione di un nuovo Stato, in caso affermativo il Congresso invita il governo del territorio a convocare un'assemblea costituente per redigere la costituzione del nuovo Stato. Con l'accettazione della costituzione dello Stato da parte del Congresso il territorio viene ammesso nell'Unione come Stato. Questo percorso fu stabilito nell'Ordinanza del nordovest, che precedette la ratifica della Costituzione.

### Stati federati formati non da precedentiterritori organizzati
Comunque il Congresso che ha l'autorità sull'ammissione non è obbligato a seguire questa procedura. Alcuni Stati oltre ai 13 fondatori sono stati ammessi senza avere avuto prima lo status di territori organizzati del governo federale:
- il Vermont era una repubblica indipendente de facto, anche se non riconosciuta internazionalmente, sino alla sua ammissione nel 1791
- il Kentucky era parte della Virginia prima di diventare uno Stato nel 1792
- il Maine era parte del Massachusetts prima di diventare uno Stato nel 1820, in seguito al Compromesso del Missouri
- il Texas era una repubblica indipendente e riconosciuta sino al suo ingresso nell'Unione nel 1845
- la California fu creato come Stato (come previsto dal Compromesso del 1850) a partire dal territorio non organizzato ceduto dal Messico secondo il trattato di Guadalupe Hidalgo nel 1850
- la Virginia Occidentale fu creata a partire dalle parti della Virginia che ritornarono nell'Unione nel 1863, dopo la secessione della Virginia che si unì agli Stati Confederati d'America

Il Congresso non ha l'obbligo di ammettere gli Stati anche se la loro popolazione si è espressa favorevolmente per l'ingresso nell'Unione. Ad esempio la Repubblica del Texas chiese l'annessione sin dal 1836, ma timori di un conflitto con il Messico fecero posticipare l'ammissione per nove anni. Al territorio dello Utah fu negata l'ammissione nell'Unione per decenni a causa dell'opposizione alla forte presenza sul territorio della Chiesa di Gesù Cristo dei santi degli ultimi giorni, e alla poligamia praticata da alcuni fedeli della confessione.

### Effetto sulla bandiera nazionale
La bandiera degli Stati Uniti è formata da 50 stelle e 13 strisce: vi è una stella per ogni singolo Stato federato. Nel corso degli oltre duecento anni di storia la bandiera federale è cambiata per adeguare il numero di stelle presenti nel campo azzurro in alto a sinistra al numero di Stati federati presenti nell'Unione.

### Futuro
Alcuni dei territori degli Stati Uniti sono, da anni, candidati a diventare dei veri e propri Stati federati all'interno dell'Unione federale: tra questi il caso di Porto Rico e del Distretto della capitale federale sono quelli più discussi a livello pubblico e politico, essendovisi tenuti anche dei referendum per l'ammissione conclusisi con esito positivo.

## Caratteristiche

### I poteri
La Costituzione degli Stati Uniti d'America prevede un bilanciamento di potere tra i due livelli di governo, quello federale e quello statale. Ratificando la Costituzione, ogni Stato trasferisce al governo centrale una parte della sovranità e dei suoi poteri, accetta di condividerne alcuni e ne conserva altri (in genere quelli che riguardano l'educazione, la salute, i trasporti e le infrastrutture). Nel tempo la Costituzione è cambiata, assieme ad alcune di queste prerogative, con una tendenza al centralismo, spesso deprecata dai sostenitori dell'originario federalismo.
Ogni Stato ha una sua Costituzione scritta, un suo sistema di governo e un suo codice di leggi. Le differenze tra le normative dei vari Stati possono essere notevoli, anche in materie importanti come proprietà, salute, istruzione e diritto penale. In ogni Stato la massima autorità è il Governatore, eletto direttamente, che ha poteri molto vasti tipici di un presidente della repubblica, come quello di concedere la grazia.
Tutti gli Stati hanno un organo legislativo (bicamerale in tutti tranne che in Nebraska, dove vige un parlamento monocamerale), i cui membri rappresentano gli elettori dello Stato. Infine, ogni Stato ha un suo sistema giudiziario che, in genere, parte da un livello inferiore, costituito dai tribunali di contea e arriva fino a una Corte Suprema statale (le denominazioni delle corti variano). In certi Stati i giudici vengono eletti, in altri sono nominati, come accade nel sistema federale.

### La clausola del commercio
La Corte Suprema degli Stati Uniti d'America (SCOTUS dall'inglese Supreme Court of the United States) ha interpretato la Costituzione degli Stati Uniti d'America così che la clausola del commercio sia sotto il potere federale. Per esempio, il Congresso può regolare il traffico su binari tra gli Stati oltre i confini, ma può anche regolare il traffico così che resti solamente tra i confini di uno Stato, in teoria tutto il traffico interstatale potrà avere un impatto sul commercio interstatale stesso.
Un'altra fonte di potenza per il Congresso è il suo potere di spesa — cioè l'abilità del congresso di allocare fondi — per esempio per la Eisenhower Interstate Highway System. Il sistema è stato ordinato dal governo federale, ma serve anche gli interessi degli Stati. Grazie ai suoi fondi il governo federale è riuscito a persuadere molti Stati, favorendo l'approvazione di molte leggi.

### Le milizie statali
Ai sensi del Militia Acts of 1792 gli Stati possono costituire delle milizie statali, facoltà poi ribadita dal Militia Act of 1903. Esse - dette State defense force - trovano il loro fondamento giuridico in base al primo articolo della costituzione degli Stati Uniti d'America e dell'art. 32 dello US code e rispondono direttamente al governatore dello Stato di appartenenza, sebbene ove sia richiesto sono a disposizione del Presidente, come le altre forze armate statunitensi.
Queste forze sono riconosciute non come un servizio di forza armata a livello federale, per tale motivo, sono separate anche dalla National Guard of the United States e non sono concepite per l'impiego di rango federale, essendo al servizio esclusivo del loro Stato, inoltre possono anche non essere inglobate nella US Army.

### Cariche statali locali
Segue l'elenco delle cariche di ogni singolo Stato federato, per lo più elette direttamente o indirettamente attraverso elezioni locali, ordinate in ordine di importanza:
- Governatore dello stato federato (o Governor)
- Vicegovernatore dello Stato federato (o Lieutenant governor)
- Segretario di stato dello Stato federato (o Secretary of state)
- Procuratore generale di Stato dello Stato federato (o Attorney general)
- Tesoriere dello Stato federato (o State treasurer, oppure State Comptroller/Controller)
- Ispettore dello Stato federato (o State auditor)
- Sovrintendente all'istruzione pubblica dello Stato federato (o Superintendent of Public Instruction)
- Commissario assicurativo dello Stato federato (o Insurance commissioner)
- Altri commissari e segretari di altri settori dello Stato federato

## Le relazioni tra gli Stati
Con il quarto articolo della costituzione degli Stati Uniti, che definisce le relazioni tra gli Stati, il Congresso degli Stati Uniti ha il potere di aggiungere nuovi Stati all'unione. Agli Stati è richiesta "Piena fede e Credito" degli atti delle altre legislature e corti, che di solito includono il riconoscimento di contratti legali, matrimoni, giudizi criminali e, prima del 1865, dello stato di schiavitù. Agli Stati viene garantita difesa militare e civile dal governo federale, al quale è richiesto che ogni Stato rimanga una repubblica.

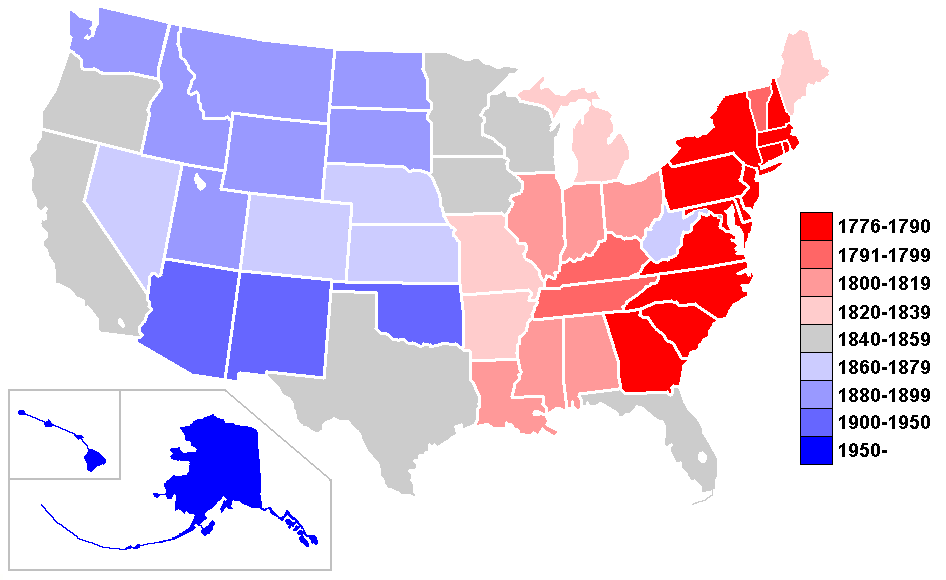
Cartina degli Stati Uniti che evidenzia la data di adesione all'Unione di ogni singolo Stato

## La denominazione

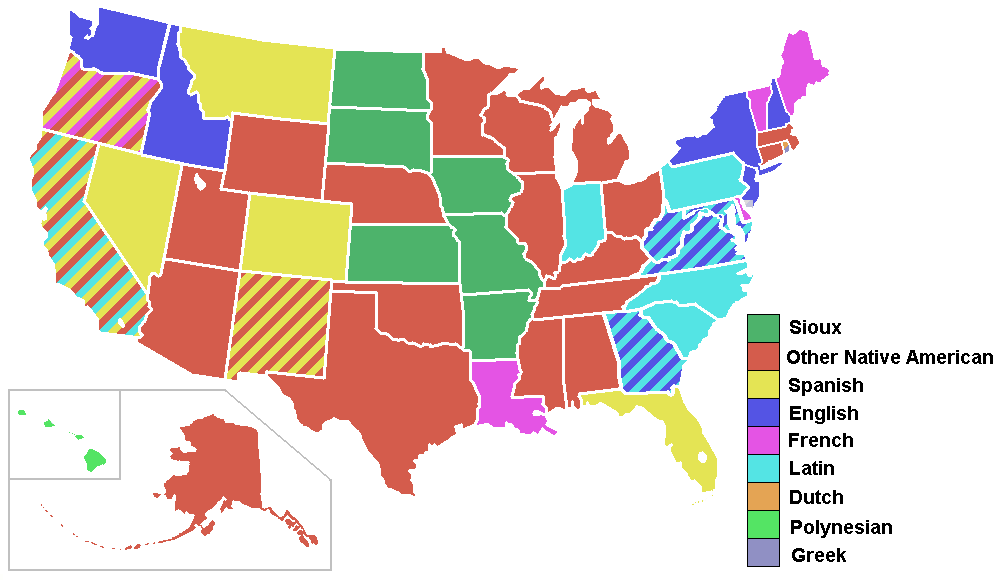
Etimologie

I nomi degli Stati riflettono le circostanze storiche della loro creazione. Esistono diversi tipi di etimologie:

### Britannica
Gli Stati sudorientali sull'oceano Atlantico erano colonie britanniche battezzate in onore di monarchi inglesi: Georgia, Carolina, Virginia e Maryland, mentre gli Stati nordorientali, ugualmente colonie britanniche, presero il loro nome da località delle isole britanniche: New Hampshire, New Jersey e New York. La Pennsylvania, che - in una sorta di pidgin anglo-latino - significa "boschi di Penn", deve il suo nome al fondatore William Penn.
Delaware deriva dal nome di Thomas West, III barone De La Warr, (uno dei primi coloni e governatore della Colonia di Jamestown), a sua volta derivato dall'anglo-normanno "de la werre" (della guerra, guerriero).
Lo Stato di Washington deve il suo nome al primo presidente statunitense, George Washington, il cui cognome è di origine britannica.

### Francese
In origine colonia francese, la Louisiana deve il suo nome a Luigi XIV (allora regnante). Il Maine ha il nome della provincia francese del Maine, sebbene un'altra teoria riconduca il nome alla parola Mainland (terraferma), in contrapposizione alle isole al largo della costa. Il nome Vermont deriva dall'espressione francese per montagne verdi, in riferimento al suo territorio montagnoso e ricco di foreste. Illinois ha invece un'origine franco-amerindia, derivando dal nome francese dell'Illiniwek.
Il nome Oregon deriva dal francese Ouragan, nome con cui i coloni francesi chiamavano il fiume Columbia. Il termine francese, così come l'italiano uragano, trae origine dallo spagnolo huracán, derivante a sua volta dal nome del dio delle tempeste presso una tribù di nativi dell'America centrale.

### Lingue native
I nomi di 27 Stati derivano da quelli di tribù native americane (o derivanti dalle loro lingue): Nebraska, Kansas, Kentucky, Massachusetts, Connecticut, Missouri, Iowa, Wisconsin, Illinois, Minnesota, Nord Dakota e Sud Dakota, Mississippi, Texas, Utah, Ohio, Michigan, Oklahoma, Alabama, Tennessee, Alaska, Arkansas, Wyoming. Hawaii è un nome polinesiano.
Il nome Idaho fu presentato come nome amerindio dall'eccentrico lobbista George M. Willing, anche se in seguito dichiarò di averlo inventato. L'origine non è però del tutto chiarita. Secondo l'Online Etymology Dictionary il nome deriva dalla parola della lingua apache idaahe, che significa nemico, con cui i Comanche chiamavano le tribù del territorio dell'Idaho.

### Spagnola
Molti Stati meridionali e occidentali, precedentemente in territori appartenenti alla Spagna o al Messico, hanno nomi di origine spagnola: Colorado, Nuovo Messico, Florida, Nevada e Montana. Anche California è reputato un nome di origine spagnola, ma non c'è certezza sull'etimologia.

### Altri
Indiana significa letteralmente "terra degli Indiani". Il Rhode Island deve il suo nome, secondo la maggioranza degli storici, alla somiglianza dell'isola Aquidneck (dove si trovano Newport, Portsmouth e Middletown) all'isola greca di Rodi. In origine tale isola era chiamata appunto Rhode Island. Sembra sia stato Giovanni da Verrazzano, il primo europeo a navigare lungo la costa atlantica degli Stati Uniti nel 1524, a notare tale somiglianza e quindi si dovrebbe a lui l'origine del nome. Un'ipotesi meno accreditata riconduce l'origine del nome al navigatore olandese Adriaen Block, che nel 1614 chiamò un'isola della baia di Narragansett Roodt Eylandt (isola rossa) per il colore dell'argilla presente lungo la sua costa.

## Tabella degli Stati
La seguente tabella riporta i 50 Stati con:
- Denominazione comunemente usata ("Stato", nell'intestazione della tabella);
- Nome ufficiale nella/e lingua/e ufficiale/i o più diffusa/e;
- Data di entrata nell'Unione;
- Superficie espressa in km²;
- Popolazione ufficiale nel 2010, dall'United States Census Bureau;
- Capitale;
- Città più popolosa;
- Bandiera;
- Codice dello United States Postal Service (USPS), usato anche nello standard 3166-2 (ISO 3166-2:US).

| Stato                | Nome ufficiale                             | Data di entrata  | Superficie | Popolazione | Capitale       | Città più popolosa | Bandiera                        | USPS |
| -------------------- | ------------------------------------------ | ---------------- | ---------- | ----------- | -------------- | ------------------ | ------------------------------- | ---- |
| Alabama              | State of Alabama                           | 14 dicembre 1819 | 135 765    | 4 903 185   | Montgomery     | Birmingham         | Alabama (bandiera)              | AL   |
| Alaska               | State of Alaska                            | 3 gennaio 1959   | 1 717 854  | 731 545     | Juneau         | Anchorage          | Alaska (bandiera)               | AK   |
| Arizona              | State of Arizona                           | 14 febbraio 1912 | 295 254    | 7 278 717   | Phoenix        | Phoenix            | Arizona (bandiera)              | AZ   |
| Arkansas             | State of Arkansas                          | 15 giugno 1836   | 137 733    | 3 017 804   | Little Rock    | Little Rock        | Arkansas (bandiera)             | AR   |
| California           | State of California                        | 8 settembre 1850 | 423 970    | 39 512 223  | Sacramento     | Los Angeles        | California (bandiera)           | CA   |
| Carolina del Nord    | State of North Carolina                    | 21 novembre 1789 | 139 390    | 10 488 084  | Raleigh        | Charlotte          | Carolina del Nord (bandiera)    | NC   |
| Carolina del Sud     | State of South Carolina                    | 23 maggio 1788   | 82 931     | 5 148 714   | Columbia       | Columbia           | Carolina del Sud (bandiera)     | SC   |
| Colorado             | State of Colorado                          | 1º agosto 1876   | 269 837    | 5 758 736   | Denver         | Denver             | Colorado (bandiera)             | CO   |
| Connecticut          | State of Connecticut                       | 9 gennaio 1788   | 14 371     | 3 565 287   | Hartford       | Bridgeport         | Connecticut (bandiera)          | CT   |
| Dakota del Nord      | State of North Dakota                      | 2 novembre 1889  | 183 272    | 762 062     | Bismarck       | Fargo              | Dakota del Nord (bandiera)      | ND   |
| Dakota del Sud       | State of South Dakota                      | 2 novembre 1889  | 199 905    | 884 659     | Pierre         | Sioux Falls        | Dakota del Sud (bandiera)       | SD   |
| Delaware             | State of Delaware                          | 7 dicembre 1787  | 6 452      | 973 764     | Dover          | Wilmington         | Delaware (bandiera)             | DE   |
| Florida              | State of Florida                           | 3 marzo 1845     | 170 304    | 21 477 737  | Tallahassee    | Jacksonville       | Florida (bandiera)              | FL   |
| Georgia              | State of Georgia                           | 2 gennaio 1788   | 153 909    | 10 617 423  | Atlanta        | Atlanta            | Georgia (bandiera)              | GA   |
| Hawaii               | State of Hawai`i Moku`a-ina o Hawai`i      | 21 agosto 1959   | 28 311     | 1 415 872   | Honolulu       | Honolulu           | Hawaii (bandiera)               | HI   |
| Idaho                | State of Idaho                             | 3 luglio 1890    | 216 632    | 1 787 065   | Boise          | Boise              | Idaho (bandiera)                | ID   |
| Illinois             | State of Illinois                          | 3 dicembre 1818  | 149 998    | 12 671 821  | Springfield    | Chicago            | Illinois (bandiera)             | IL   |
| Indiana              | State of Indiana                           | 11 dicembre 1816 | 94 321     | 6 732 219   | Indianapolis   | Indianapolis       | Indiana (bandiera)              | IN   |
| Iowa                 | State of Iowa                              | 28 dicembre 1846 | 145 743    | 3 155 070   | Des Moines     | Des Moines         | Iowa (bandiera)                 | IA   |
| Kansas               | State of Kansas                            | 29 gennaio 1861  | 213 096    | 2 913 314   | Topeka         | Wichita            | Kansas (bandiera)               | KS   |
| Kentucky             | Commonwealth of Kentucky                   | 1º giugno 1792   | 104 659    | 4 467 673   | Frankfort      | Louisville         | Kentucky (bandiera)             | KY   |
| Louisiana            | State of Louisiana État de Louisiane       | 30 aprile 1812   | 135 382    | 4 648 794   | Baton Rouge    | New Orleans        | Louisiana (bandiera)            | LA   |
| Maine                | State of Maine                             | 15 marzo 1820    | 91 646     | 1 344 212   | Augusta        | Portland           | Maine (bandiera)                | ME   |
| Maryland             | State of Maryland                          | 28 aprile 1788   | 32 133     | 6 045 680   | Annapolis      | Baltimora          | Maryland (bandiera)             | MD   |
| Massachusetts        | Commonwealth of Massachusetts              | 6 febbraio 1788  | 27 336     | 6 892 503   | Boston         | Boston             | Massachusetts (bandiera)        | MA   |
| Michigan             | State of Michigan                          | 26 gennaio 1837  | 250 493    | 10 034 113  | Lansing        | Detroit            | Michigan (bandiera)             | MI   |
| Minnesota            | State of Minnesota                         | 11 maggio 1858   | 225 181    | 5 639 632   | Saint Paul     | Minneapolis        | Minnesota (bandiera)            | MN   |
| Mississippi          | State of Mississippi                       | 10 dicembre 1817 | 125 443    | 2 967 297   | Jackson        | Jackson            | Mississippi (bandiera)          | MS   |
| Missouri             | State of Missouri                          | 10 agosto 1821   | 180 533    | 6 137 428   | Jefferson City | Kansas City        | Missouri (bandiera)             | MO   |
| Montana              | State of Montana                           | 8 novembre 1889  | 381 154    | 1 068 778   | Helena         | Billings           | Montana (bandiera)              | MT   |
| Nebraska             | State of Nebraska                          | 1º marzo 1867    | 200 520    | 1 934 408   | Lincoln        | Omaha              | Nebraska (bandiera)             | NE   |
| Nevada               | State of Nevada                            | 31 ottobre 1864  | 286 367    | 3 080 156   | Carson City    | Las Vegas          | Nevada (bandiera)               | NV   |
| New Hampshire        | State of New Hampshire                     | 21 giugno 1788   | 24 217     | 1 359 711   | Concord        | Manchester         | New Hampshire (bandiera)        | NH   |
| New Jersey           | State of New Jersey                        | 18 dicembre 1787 | 22 608     | 8 882 190   | Trenton        | Newark             | New Jersey (bandiera)           | NJ   |
| New York             | State of New York                          | 26 luglio 1788   | 141 205    | 19 453 561  | Albany         | New York City      | New York (bandiera)             | NY   |
| Nuovo Messico        | State of New Mexico Estado de Nuevo México | 6 gennaio 1912   | 315 194    | 2 096 829   | Santa Fe       | Albuquerque        | Nuovo Messico (bandiera)        | NM   |
| Ohio                 | State of Ohio                              | 1º marzo 1803    | 116 096    | 11 689 100  | Columbus       | Columbus           | Ohio (bandiera)                 | OH   |
| Oklahoma             | State of Oklahoma                          | 16 novembre 1907 | 181 195    | 3 956 971   | Oklahoma City  | Oklahoma City      | Oklahoma (bandiera)             | OK   |
| Oregon               | State of Oregon                            | 14 febbraio 1859 | 255 026    | 4 217 737   | Salem          | Portland           | Oregon (bandiera)               | OR   |
| Pennsylvania         | Commonwealth of Pennsylvania               | 12 dicembre 1787 | 119 283    | 12 801 989  | Harrisburg     | Filadelfia         | Pennsylvania (bandiera)         | PA   |
| Rhode Island         | State of Rhode Island                      | 29 maggio 1790   | 3 140      | 1 059 361   | Providence     | Providence         | Rhode Island (bandiera)         | RI   |
| Tennessee            | State of Tennessee                         | 1º giugno 1796   | 109 247    | 6 829 174   | Nashville      | Memphis            | Tennessee (bandiera)            | TN   |
| Texas                | State of Texas Estado de Texas             | 29 dicembre 1845 | 696 241    | 28 995 881  | Austin         | Houston            | Texas (bandiera)                | TX   |
| Utah                 | State of Utah                              | 4 gennaio 1896   | 219 887    | 3 205 958   | Salt Lake City | Salt Lake City     | Utah (bandiera)                 | UT   |
| Vermont              | State of Vermont                           | 4 marzo 1791     | 24 923     | 623 989     | Montpelier     | Burlington         | Vermont (bandiera)              | VT   |
| Virginia             | Commonwealth of Virginia                   | 25 giugno 1788   | 110 862    | 8 535 519   | Richmond       | Virginia Beach     | Virginia (bandiera)             | VA   |
| Virginia Occidentale | State of West Virginia                     | 20 giugno 1863   | 62 755     | 1 792 147   | Charleston     | Charleston         | Virginia Occidentale (bandiera) | WV   |
| Washington           | State of Washington                        | 11 novembre 1889 | 184 827    | 7 614 893   | Olympia        | Seattle            | Washington (bandiera)           | WA   |
| Wisconsin            | State of Wisconsin                         | 29 maggio 1848   | 169 639    | 5 822 434   | Madison        | Milwaukee          | Wisconsin (bandiera)            | WI   |
| Wyoming              | State of Wyoming                           | 10 luglio 1890   | 253 348    | 578 759     | Cheyenne       | Cheyenne           | Wyoming (bandiera)              | WY   |

## Stati raggruppati in regioni

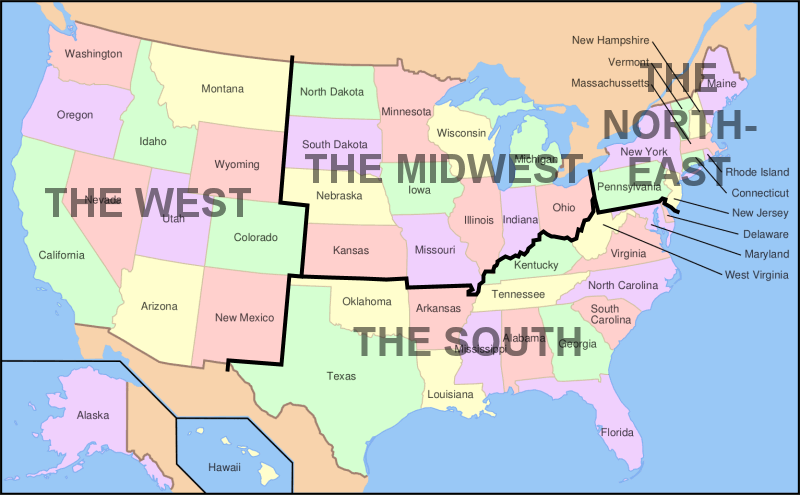
Regioni dell'U.S. Census Bureau:
West, Midwest, South e North East. Alaska e Hawaii sono mostrati in scale diverse e le isole disabitate sono fuori mappa

Gli Stati possono essere raggruppati in regioni dai confini variabili e mai unanimemente definiti:
- Occidentali
- Medio-occidentali
- Meridionali
- Nord-orientali